# Phylan
Phylan — род жесткокрылых из семейства чернотелок.

## Описание
Край щеки доходит до висков и полностью разделяет глаза на две части. Основание переднеспинки посередине не окаймлено.

## Систематика
В составе рода:
- Phylan abbreviatus (Olivier, 1795)
- Phylan ceballosi Espańol, 1945
- Phylan collaris (Mulsant & Rey, 1854)
- Phylan companyae Vińolas, 1996
- Phylan emmanueli (Espańol, 1958)